# Prebenda
Se llama prebenda a una porción de los bienes de una iglesia catedral o colegial, asignada a un eclesiástico con el cargo de que desempeñe ciertas funciones, al que se califica de "prebendado".
Aunque ordinariamente se confunda la palabra prebenda con la de canonicato o canonjía, se diferencian en que la prebenda es el derecho que tiene un eclesiástico a percibir ciertas rentas de una iglesia catedral o colegial, mientras que el canonicato es un título espiritual independiente de las rentas temporales. De este modo, la prebenda puede subsistir sin el canonicato y este, por el contrario, es inseparable de la prebenda. La prebenda solo es el derecho del sufragio y demás derechos espirituales inherentes. Cuando la prebenda está unida al canonicato, se hace espiritual por razón de ir aneja a este.
En la Edad Media, la palabra prebenda significaba las distribuciones de víveres que se hacían a los soldados, de donde pasó después a las distribuciones que se daban a los canónigos y monjes; más tarde, a las porciones de rentas de los bienes de la Iglesia que tuvieron los eclesiásticos después de la distribución que se hizo de estos bienes.

## Semiprebendas
Diferente así la prebenda del canonicato, podía dividirse y aun conferirse a los legos y de aquí las semiprebendas que se veían en la mayor parte de los cabildos destinadas a los capellanes y las prebendas laicales de ciertos capítulos.
Las semiprebendas poseídas por eclesiásticos formaban títulos irrevocables o amovibles, según los diferentes usos de los capítulos. En varios de ellos, los capellanes semiprebendados no podían ser revocados por el cabildo que los había nombrado y aun algunas veces podían resignar a su semiprebenda. Solo se habla de prebendas en los capítulos o iglesias conventuales. Regularmente, las prebendas se conocen con el nombre del beneficio. 
Se conocen también las prebendas lectorales y magistrales. Se llama prebendado completo o racionero al que poseía una prebenda completa para distinguirlo del que solo posee una semiprebenda o media ración.

## Otras acepciones
Hoy día, existen y se aplican otras acepciones de este término. En este sentido, corresponde señalar las acepciones que se indican en el diccionario de la Real Academia Española (drae), así como las que aporta en español el Oxford English Dictionary:
- prebenda: empleo o encargo en el que se gana mucho dinero y se trabaja poco;[1]
- prebenda: dote que se daba piadosamente por una fundación a una mujer para tomar estado de religiosa o casada, o a un estudiante para seguir los estudios;[2]
- prebenda (coloquial): oficio, empleo o ministerio lucrativo y poco trabajoso;[2]
- prebenda de oficio: cada una de las cuatro canonjías, doctoral, magistral, lectoral y penitenciaria.[2]